# Sergej Markoč
Sergej Ivanovič Markoč (in russo Сергей Иванович Маркоч?; Chișinău, 13 gennaio 1963) è un ex pallanuotista sovietico, vincitore di due medaglie di bronzo ai giochi olimpici di Barcellona 1992 e Seul 1988. Ha conquistato anche tre medaglie d'oro agli europei di Roma 1983, Sofia 1985 e Strasburgo 1987. Dal 2022 allena la nazionale femminile della Russia, con cui ha vinto i mondiali juniores.